# 名古屋市立山田東中学校
名古屋市立山田東中学校（なごやしりつ やまだひがしちゅうがっこう）は、愛知県名古屋市西区宝地町にある名古屋市立中学校。

## 沿革
- 1973年（昭和48年）4月1日 - 名古屋市立山田中学校分校として、現在地に設立される[1]。
- 1975年（昭和50年）4月1日 - 名古屋市立山田東中学校として、大野木小学校・比良小学校学区をもって分離独立する[1]。

## 部活動
- バスケットボール部[2]※廃部
- サッカー部[2]
- ハンドボール部[2]※廃部
- 野球部[2]
- 卓球部[2]※廃部
- ソフトテニス部[2]※廃部(顧問が移校のため)
- ソフトボール部[2]
- 剣道部[2]
- 合唱部[2]
- 美術部[2]

## 通学区域
| - 大野木小学校学区 - 歌里町 - 大野木一丁目～同五丁目 - 坂井戸町 - 宝地町 | - 比良小学校学区 - 比良一丁目～同四丁目 | - 比良西小学校学区 - 清里町 - 砂原町 - 玉池町 - 花原町 |

## 交通アクセス
- 名古屋市営地下鉄鶴舞線・名鉄犬山線 上小田井駅下車 徒歩15分[4]
- 名古屋市営地下鉄鶴舞線 庄内緑地公園駅下車 徒歩15分[4]
- 名古屋市営バス 小田11号系統 「山田東中学」停留所下車 徒歩2分[4]
- 名古屋市営バス 名駅12号系統 「大野木一丁目」・「大野木四丁目」停留所下車 徒歩5分[4]
- 名古屋第二環状自動車道 山田東インターチェンジ・平田インターチェンジ下車 「玉池町東」交差点を南へ300メートル[4]